# Palais de Clarendon
Le palais de Clarendon est un château médiéval à 4 kilomètres à l'est de Salisbury (Wilts). 
Il ne reste que des ruines du palais qui fut le séjour favori de quelques rois d'Angleterre. 
Henri II, en 1164, y fit signer par les barons et les prélats les Constitutions de Clarendon, qui restreignaient la juridiction des tribunaux ecclésiastiques. Ces constitutions furent l'occasion d'une vive résistance de la part du clergé, ayant à sa tête Thomas Becket.

## Source
Cet article comprend des extraits du Dictionnaire Bouillet. Il est possible de supprimer cette indication, si le texte reflète le savoir actuel sur ce thème, si les sources sont citées, s'il satisfait aux exigences linguistiques actuelles et s'il ne contient pas de propos qui vont à l'encontre des règles de neutralité de Wikipédia.